# Зуєв Михайло Олександрович
Михайло Олександрович Зуєв (рос. Михаил Александрович Зуев; 18 червня 1918, Єршово — 14 травня 1981) — радянський військовий льотчик, Герой Радянського Союзу (1944), у роки німецько-радянської війни командир ескадрильї 73 гвардійського винищувального авіаційного Сталінградського полку 6-ї гвардійської винищувальної авіаційної дивізії 8-ї повітряної армії Південного фронту.

## Біографія
Народився 18 червня 1918 року на станції Єршово (нині Єршовского району Саратовської області). Росіянин. Після закінчення середньої школи та 3-х курсів Харківського транспортного політехнікуму в 1937 році вступив до Енгельського військового авіаційного училища. Член ВКП (б) з 1941 року.
Учасник німецько-радянської війни з червня 1941 року. Воював у складі 296 (73 гвардійського) винищувального авіаполку, був командиром ескадрильї. Бився на Західному фронті, а потім у складі 8-ї і 2-ї повітряних армій на Сталінградському, Південному, 4-му і 1-му Українських фронтах. Брав участь в обороні Москви, в Сталінградській битві, відвоюванні України, Криму, звільненні Польщі, Чехословаччини, розгромі ворога на території Німеччини. Був двічі поранений.
У 1958 році полковник М. О. Зуєв був звільнений в запас, жив і працював в Києві. Помер 14 травня 1981 року. Похований в Києві на Байковому кладовищі (ділянка № 50).

## Нагороди
Звання Героя Радянського Союзу з врученням ордена Леніна і медалі «Золота Зірка» (№ 1282) присвоєне 4 лютого 1944 року за 335 бойових вильотів і 12 особисто збитих літаків противника.
За бойові відзнаки та бездоганну службу в Радянській Армії нагороджений чотирма орденами Червоного Прапора (1942 — 3, 1957), орденами Олександра Невського (1945), Червоної Зірки (1952), медалями «За бойові заслуги» (1947), «За оборону Москви», «За оборону Сталінграда», «За взяття Берліна», «За визволення Праги» та чотирма іншими медалями.